# Società Sportiva Pro Italia 1922-1923
Questa pagina raccoglie i dati riguardanti la Società Sportiva Pro Italia nelle competizioni ufficiali della stagione 1922-1923.

## Rosa
| N. |                   | Ruolo | Calciatore        |
| -- | ----------------- | ----- | ----------------- |
|    | Italia (bandiera) |       | Ascanelli III     |
|    | Italia (bandiera) |       | Bensi             |
|    | Italia (bandiera) | C     | Letterio Catapano |
|    | Italia (bandiera) |       | De Pasquale I     |
|    | Italia (bandiera) |       | De Pasquale II    |
|    | Italia (bandiera) |       | Friuli II         |
|    | Italia (bandiera) | A     | Luigi Palmisano   |

| N. |                   | Ruolo | Calciatore      |
| -- | ----------------- | ----- | --------------- |
|    | Italia (bandiera) |       | Presicci        |
|    | Italia (bandiera) | A     | Santamaria      |
|    | Italia (bandiera) |       | Sarnataro       |
|    | Italia (bandiera) | P     | Giuseppe Solito |
|    | Italia (bandiera) |       | Stacciola       |
|    | Italia (bandiera) |       | Talamo          |
|    | Italia (bandiera) |       | Tavella         |

## Risultati

### Prima Divisione

#### Girone pugliese
| Arbitro: | Favati (Pisa) |

|                                                  |           |          |
| Palmisano 4’, 34’ Santamaria 21’, 81’ Talamo 26’ | Marcatori | 63’ Tana |

| 28 novembre 1922 2ª giornata |  | – Turno di riposo |  |  |

| Arbitro: | Ambrosini (Roma) |

|                            |           |            |
| Stacciola 2’ Sarnataro 31’ | Marcatori | 90’ Padoan |

| Arbitro: | Comandini (Roma) |

|                   |           |  |
| Guidobaldi II 60’ | Marcatori |  |

| Arbitro: | Del Pezzo (Napoli) |

|                 |           |                                                      |
| Mastroserio 87’ | Marcatori | 44’, 65’ Santamaria 55’ Palmisano 70’ (aut.) Cervini |

##### Girone di ritorno
| Arbitro: | Torro (Taranto) |

|             |           |                                             |
| Coppini 85’ | Marcatori | 20’, 50’ Palmisano 60’ Bensi 70’ Santamaria |

| 21 gennaio 1923 7ª giornata |  | – Turno di riposo |  |  |

| Arbitro: | Fioranti (Roma) |

|                             |           |                                       |
| Gallo 11’ Padoan 85’ (rig.) | Marcatori | 32’ (aut.) Russo 59’ (rig.) Palmisano |

| Arbitro: | Cugnini (Ancona) |

|                                             |           |  |
| Palmisano 14’, 81’ Santamaria 63’ Bensi 73’ | Marcatori |  |

| Arbitro: | Barra (Napoli) |

|                                            |           |  |
| Bensi 9’ Palmisano 14’ Santamaria 58’, 77’ | Marcatori |  |

#### Semifinali Lega Sud - girone A

##### Girone di andata
| Taranto 6 maggio 1923 1ª giornata | Pro Italia | 0 – 2 A tav. (forfait) | Alba Roma |  |

| Torre Annunziata 13 maggio 1923 2ª giornata | Savoia | 2 – 0 A tav. (forfait) | Pro Italia |  |

| Ancona 20 maggio 1923 3ª giornata | Anconitana | 2 – 0 A tav. (forfait) | Pro Italia |  |

##### Girone di ritorno
| Roma 27 maggio 1923 4ª giornata | Alba Roma | 2 – 0 A tav. (forfait) | Pro Italia |  |

| Taranto 3 giugno 1923 5ª giornata | Pro Italia | 0 – 2 A tav. (forfait) | Savoia |  |

| Taranto 10 giugno 1923 6ª giornata | Pro Italia | 0 – 2 A tav. (forfait) | Anconitana |  |

## Statistiche

### Statistiche di squadra
| Competizione                      | Punti | In casa | In casa | In casa | In casa | In casa | In casa | In trasferta | In trasferta | In trasferta | In trasferta | In trasferta | In trasferta | Totale | Totale | Totale | Totale | Totale | Totale | DR  |
| Competizione                      | Punti | G       | V       | N       | P       | Gf      | Gs      | G            | V            | N            | P            | Gf           | Gs           | G      | V      | N      | P      | Gf     | Gs     | DR  |
| --------------------------------- | ----- | ------- | ------- | ------- | ------- | ------- | ------- | ------------ | ------------ | ------------ | ------------ | ------------ | ------------ | ------ | ------ | ------ | ------ | ------ | ------ | --- |
| Prima Divisione - girone pugliese | 13    | 4       | 4       | 0       | 0       | 15      | 2       | 4            | 2            | 1            | 1            | 10           | 5            | 8      | 6      | 1      | 1      | 25     | 7      | +18 |

### Statistiche dei giocatori
| Giocatore        | Prima Divisione | Prima Divisione |
| Giocatore        | Presenze        | Reti            |
| ---------------- | --------------- | --------------- |
| Ascanelli (III)  | 8               | 0               |
| Bensi            | 7               | 3               |
| L. Catapano      | 8               | 0               |
| De Pasquale (I)  | 8               | 0               |
| De Pasquale (II) | 7               | 0               |
| G. Friuli (II)   | 1               | 0               |
| L. Palmisano     | 8               | 9               |
| Presicci         | 1               | 0               |
| Santamaria       | 8               | 8               |
| Sarnataro        | 8               | 1               |
| Solito           | 8               | -7              |
| Stacciola        | 7               | 1               |
| Tavella          | 8               | 0               |